# Bahłaji (hromada Starokonstantynów)
Bahłaji (ukr. Баглаї, hist. pol. Bahłaje) – wieś na Ukrainie, w obwodzie chmielnickim, w rejonie chmielnickim, w hromadzie Starokonstantynów. W 2001 liczyła 368 mieszkańców, spośród których 365 wskazało jako ojczysty język ukraiński, a 3 rosyjski.